# 太空帝国系列
太空帝国是一系列以科幻背景为舞台的回合战略游戏。系列主要包括4代，及2006年发售的5代，另有一部飞行冒险类的4代资料片，太空帝国4：决战星球（Space Empires: StarFury）。

## 系列作品
- 太空帝國(1993)
- 太空帝國II(1995)
- 太空帝國III(1997)
- 太空帝國IV(2000)
- 太空帝國IV：決戰星球(2003)
- 太空帝國V(2006)